# Walter Büchel
Walter Büchel (* 19. Dezember 1952 in Balzers) ist ein ehemaliger liechtensteinischer Fussballspieler.

## Karriere

### Verein
In seiner Jugend spielte Büchel für den FC Ruggell, bei dem er 1971 in den Herrenbereich befördert wurde. Im Januar 1975 schloss er sich dem FC Triesen an. Zur Saison 1976/77 kehrte er zum FC Ruggell zurück, für den er dann bis zu seinem Karriereende 1986 aktiv war.

### Nationalmannschaft
Büchel absolvierte sein einziges Länderspiel für die liechtensteinische Fussballnationalmannschaft am 9. März 1982 beim 0:1 gegen die Schweiz im Rahmen eines Freundschaftsspiels.

### Trainerkarriere
2013 fungierte er kurzzeitig als Interimstrainer des FC Ruggell.